# Blauwe piste
| |  | |
| Een oud bordje bij een blauwe skipiste in Les Crosets (Zwitserland), dat tot het skigebied Portes du Soleil behoort. |  | La Forêt is een blauwe piste in Peisey-Vallandry, dat deel uitmaakt van het skidomein Paradiski (Frankrijk). |

Een blauwe piste is een relatief gemakkelijke skipiste in een skigebied, geschikt voor beginnende en redelijk gevorderde skiërs. In wintersportgebieden worden sneeuwafdalingen aangeduid met een bepaalde kleur om de moeilijkheidsgraad van de afdaling aan te geven. Een blauwe piste is te herkennen aan de blauwe bordjes en/of paaltjes langs de piste, die op overzichtelijke afstand van elkaar zijn geplaatst.
Blauwe pistes zijn gemakkelijker dan rode en zwarte pistes. In Frankrijk, waar er ook groene pistes bestaan, zijn blauwe pistes steiler of moeilijker dan in Oostenrijk, waar er geen groene pistes aangeduid worden. In Noord-Amerika worden blauwe pistes met een blauw vierkant aangeduid.
witte of babypiste · 
groene piste · 
blauwe piste · 
rode piste · 
zwarte piste

Zie ook: piste-onderhoudsmachine · 
pistenbully · 
sneeuwkanon · 
veiligheidsmaatregelen · 
verkeersregels